# دختر نقاب‌دار
دختر نقاب‌دار (کره‌ای: 마스크걸؛ انگلیسی: Mask Girl) یک مجموعه تلویزیونی اینترنتی کره جنوبی سال ۲۰۲۳ به کارگردانی کیم یونگ هون و با بازی لی هان بیول، نانا، گو هیون-جونگ، آن جه-هونگ و یوم هه-ران است. این مجموعه بر پایه وب‌تونی در ناور وب‌تون با همین نام از مه می و هی سه است که بین سالهای ۲۰۱۵ و ۲۰۱۸ منتشر شد. دختر نقاب‌دار در ۱۸ اوت ۲۰۲۳ در نتفلیکس منتشر شد.

## بازیگران

### اصلی
- لی هان بیول در نقش کیم مو می/دختر نقاب‌دار (در سال ۲۰۰۹، قبل از جراحی پلاستیک)[۱]
  - نانا در نقش کیم مو می (پس از جراحی پلاستیک)[۸]
  - گو هیون-جونگ در نقش کیم مو می[۹] (در سال ۲۰۲۳)
- آن جه-هونگ در نقش جو اوه نام: یک کارمند اداری معمولی که همکار کیم مو می و بیننده همیشگی دختر نقاب‌دار است[۱]
- یوم هه-ران در نقش کیم کیونگ جا: مادر جو اوه نام[۱]